# Реттенбах
Реттенбах (нем. Rettenbachferner, нем. Rettenbachgletscher) — ледник в коммуне Зёльден в долине Эцталь в Австрии. Находится на высоте от 3250 до 2675 м над уровнем моря. Расположен в Альпах в Тироле в Австрии.
Ледник является местом открытия сезона Кубка Мира по горнолыжному спорту (Гигантский слалом). За последние годы старт был отменён только в 2006 году.

## Примечания

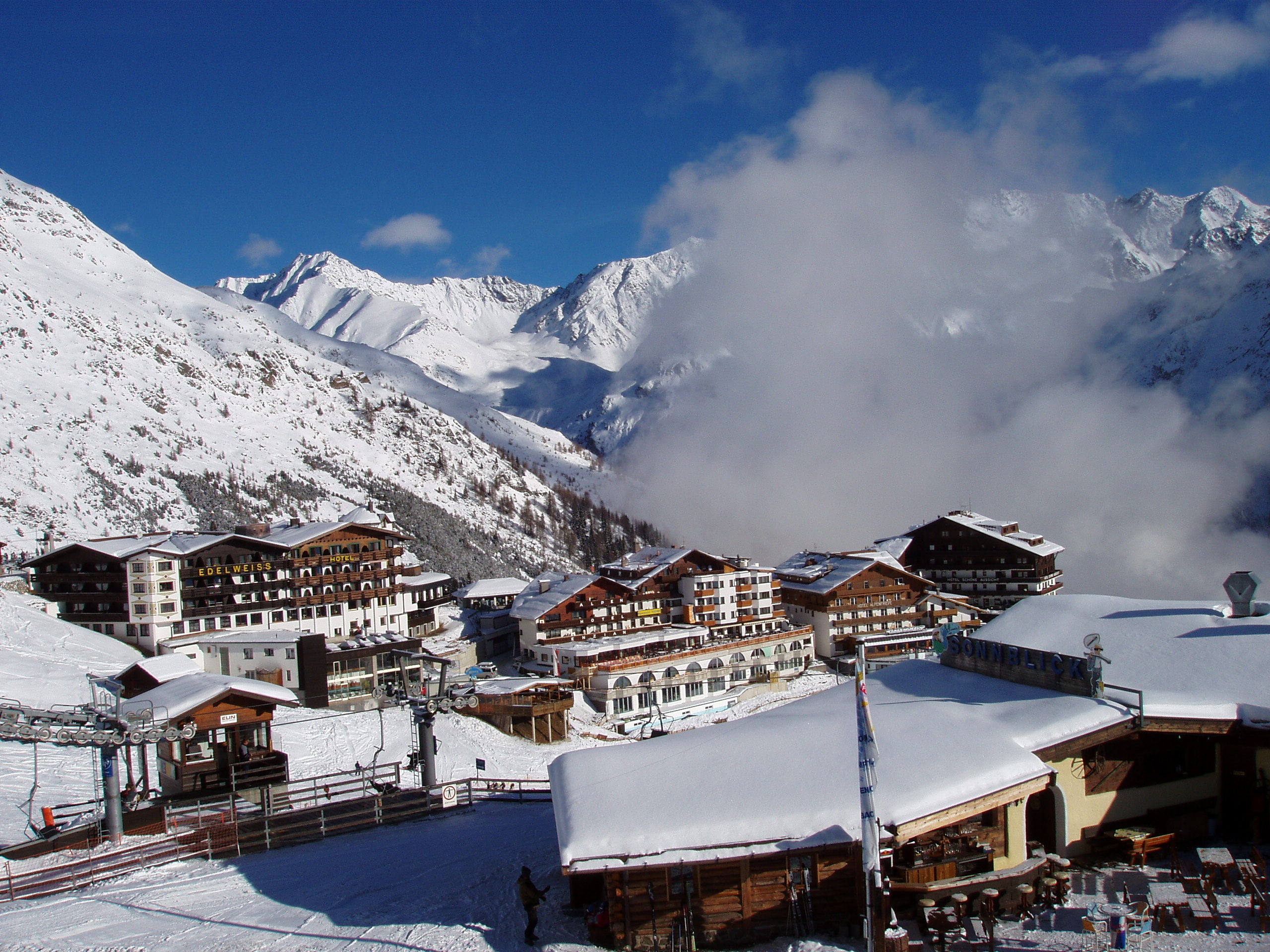
Вид на Хохзёльден, долина Эцталь, Тироль, Австрия